# Société nationale de construction de moteurs H. Tenting
Société nationale de construction de moteu H. Tenting est un constructeur automobile français.

## Production
L’entreprise basée à Boulogne-Billancourt a commencé à produire des automobiles et des moteurs en 1891. En 1898, un omnibus a été fabriqué par la société Tenting.
La voiture pesait 4800 kg et pouvait transporter 18 personnes. Le moteur quatre cylindres de 30 CV avait une puissance continue de 16 HP. Le bus a circulé sur un trajet de Mantes-la-Jolie à Septeuil, d’une durée de 45 minutes, et de Mantes à La Roche-Guyon, avec un temps de trajet d’une heure.